# Joseph Bradley (pirat)

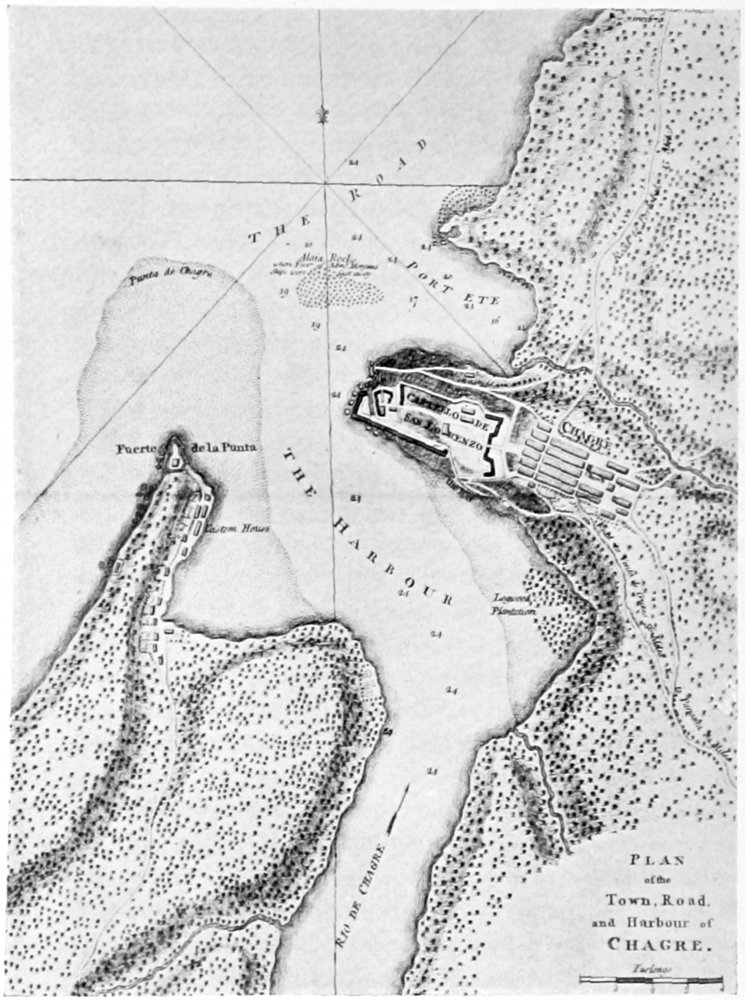
Miejsce śmierci J. Bradleya – Chagres i fort San Lorenzo na planie z I. poł. XVIII wieku

Joseph Bradley (ur. ? – zm. ok. 10 stycznia 1671 w Chagres) – angielski pirat z XVII wieku, aktywny w latach 1665–1671.
Niewiele wiadomo o "karierze" Bradleya. Jest tylko pewne, że brał udział w wyprawach Edwarda Mansvelta na Santa Catalinę w 1666 i Henry'ego Morgana na Panamę na przełomie 1670 i 1671.
W czasie wyprawy Morgana, dowodził siódmym co do wielkości okrętem pirackiej floty – May-Flower. W pierwszych dniach stycznia 1671 Bradley został wysłany z kilkuset ludźmi i 5 okrętami do miejscowości Chagres. Hiszpanie wznieśli tam bowiem fort San Lorenzo (Świętego Wawrzyńca), który bronił dróg wodnej i lądowej do celu wyprawy: Panamy. Bradley ze swoimi ludźmi stoczył z obrońcami 2,5-dniową bitwę, która zakończyła się zdobyciem umocnień. Sam dowódca został jednak trafiony kulą w nogę i nie zdołano go uratować.
Zmarł prawdopodobnie ok. 10 stycznia w zdobytym forcie.